# هر کس دیگر
هر کس دیگر (به آلمانی: Alle Anderen) فیلمی در ژانر رمانتیک و درام به کاگردانی مارن آده است که در سال ۲۰۰۹ منتشر شد.

## بازیگران
- بیرگیت مینیشمایر
- لارس آیدینگر
- هانس یوخن واگنر
- نیکول ماریشکا
- آتف فوگل
- پائولا هارتمن

## جوایز
| سال  | جشنواره                      | جایزه                  | رده               |
| ---- | ---------------------------- | ---------------------- | ----------------- |
| ۲۰۰۹ | جشنواره بین‌المللی فیلم برلین | جایزه بزرگ هیئت داوران | بهترین فیلم       |
| ۲۰۰۹ | جشنواره بین‌المللی فیلم برلین | خرس نقره‌ای             | بهترین بازیگر زن  |
| ۲۰۰۹ | جشنواره بین‌المللی فیلم برلین | جایزه فیلم فمینا       | بهترین طراحی صحنه |